# Хелховский, Мариан Геркуланович
Мариан Геркуланович Хелховский (2 июля 1857 — 23 мая 1934) — польский помещик и адвокат, депутат Государственной думы II созыва от Виленской губернии.

## Биография
Польский дворянин. Сын Геркулана Хелховского и его жены Люциллы Мацкевич (Lucylla Mackiewicz). Окончил Виленскую гимназию и юридический факультет Варшавского университета. Присяжный поверенный Варшавского судебного округа. Известен ка специалист по экономии и сельскому хозяйству. Председатель Сельскохозяйственного общества. Неоднократно помещал в польских газетах статьи по вопросам сельского хозяйства. Владел землями площадью 829 десятин. 
6 февраля 1907 года избран в Государственную думу II созыва от общего состава выборщиков Виленского губернского избирательного собрания. Вошёл в состав Польского коло. В думских материалах определён как "нар.-демократ", то есть член национально-демократической партии Польши.
Дальнейшая судьба неизвестна.

## Семья
- Жена — Зофья Ковалевская[1]

### Архивы
- Российский государственный исторический архив. Фонд 1278. Опись 1 (1-й созыв). Дело 70. Лист 5; Опись 1 (2-й созыв). Дело 469; Дело 571. Лист 9.